# فيكتور ميتكالف
فيكتور ه ميتكالف (بالإنجليزية: Victor H. Metcalf)‏ (و. 1853 – 1936 م) هو سياسي، ومحام من الولايات المتحدة الأمريكية ولد في أوتيكا، نيويورك.
وهو عضو في الحزب الجمهوري .

## التعليم
تعلم في جامعة ييل، وكلية ييل للحقوق، وكلية هاميلتون.